# HFMV MFF46
HFMV MFF46 bezeichnet einen Mehrzweckschiffstyp der norwegischen Behörde Kystverket in Ålesund. Von dem Schiffstyp wurden zwei Einheiten gebaut.

## Geschichte
Die Schiffe wurden auf der norwegischen Werft Fitjar Mekaniske Verksted in Fitjar für das norwegische Kystverket in Ålesund gebaut. Der Rumpf der zweiten Einheit wurde von der polnischen Werft Montex Shipyard Debowski Wasiolek Spolka Jawna in Danzig zugeliefert. Die Schiffe sind Teil eines Flottenerneuerungsprogramms von Kystverket und ersetzten ältere, in den 1970er- bzw. frühen 1980er-Jahren gebaute Schiffe.
Der Entwurf stammte vom norwegischen Unternehmen Heimli Ship Design in Fitjar. Rolls-Royce Marine als Lieferant des hybriden Antriebssystems und Kystverket wurden im November 2018 für die OV Ryvingen mit dem Motorship Award des Fachmagazins The Motorship für innovative und Emissionen einsparende Lösungen ausgezeichnet.

## Beschreibung
Die Schiffe verfügen über einen dieselelektrischen Hybridantrieb mit zwei Elektromotoren mit jeweils 1100 kW Leistung, die zwei Propellergondeln mit Kortdüse antreiben. Für die Stromerzeugung steht ein von einem Sechszylinder-Dieselmotor des Typs Bergen Engines C25:33L6A mit 2000 kW Leistung angetriebener Generator zur Verfügung. Außerdem wurde ein von einem Scania-Dieselmotor des Typs DI13 angetriebener Notgenerator verbaut. Zusätzlich sind die Schiffe mit einem Energiespeichersystem aus zwei Lithium-Ionen-Akkumulatorbänken mit einer Kapazität von 3164 kWh ausgestattet. Die Schiffe können über mehrere Stunden rein elektrisch betrieben werden. Die Akkumulatoren werden im laufenden Betrieb von den Generatoren gespeist. Im Hafen können sie über ein Ladesystem von Land aus geladen werden. Die Schiffe sind mit einem Wärmespeicher ausgestattet, über den die Abwärme des Dieselmotors bei abgeschaltetem Motor für die Heizung an Bord genutzt werden kann.
Die Schiffe sind mit einem elektrisch mit 400 kW Leistung angetriebenen Bugstrahlruder ausgestattet. Sie verfügen über ein System zur dynamischen Positionierung.
Das Deckshaus mit vier Decks befindet sich in der hinteren Hälfte der Schiffe. Die Brücke ist vollständig geschlossen. Die Nocken gehen zur besseren Übersicht etwas über die Schiffsbreite hinaus. Vor dem Deckshaus befindet sich ein 172 m² großes, offenes Arbeitsdeck. Das Deck kann mit bis zu 10 t belastet werden. Die Schiffe sind mit einer Bugrampe ausgestattet, über die Material und Arbeitsgerät an und von Bord gefahren werden können. Die Schiffe sind mit zwei Palfinger-Kranen ausgerüstet, die bis zu 7 t heben können. Einer der Krane befindet sich auf der Back, ein weiterer im Heckbereich auf dem Deckshaus.
Die Schiffe werden unter anderem für Wartungsarbeiten entlang der Küste und der Fahrwasser eingesetzt, beispielsweise an festen und schwimmenden Seezeichen. Sie sind auch für die Bekämpfung von Ölunfällen ausgerüstet und dafür unter anderem mit entsprechenden Tanks für aufgenommenes Öl ausgestattet. Die Kapazität der Tanks beträgt 150 m³. Weiterhin können die Schiffe bei Unfällen auf See und im Such- und Rettungsdienst eingesetzt werden.
Der Rumpf der Schiffe ist eisverstärkt (Eisklasse 1C).
An Bord stehen 15 Kabinen zur Verfügung, in denen bis zu 18 Personen untergebracht werden können. Außerdem gibt es unter anderem einen Aufenthaltsraum für die Besatzung sowie eine Kombüse und Messe.

## Schiffe
| HFMV MFF46   | HFMV MFF46 | HFMV MFF46 | HFMV MFF46                                     |
| Bauname      | Baunummer  | IMO-Nummer | Kiellegung Stapellauf Fertigstellung           |
| ------------ | ---------- | ---------- | ---------------------------------------------- |
| OV Ryvingen  | 40         | 9824344    | 9. Juni 2017 4. Mai 2018 28. November 2018     |
| OV Hekkingen | 47         | 9887607    | 25. Juli 2019 18. März 2020 28. September 2020 |

Die OV Ryvingen wird in erster Linie im Süden Norwegens zwischen Stavanger und der Grenze zu Schweden eingesetzt. Einsatzgebiet der OV Hekkingen ist die Westküste Norwegens im Bereich der Provinzen Møre og Romsdal und Trøndelag.